# Äspskäret, Vasa
Äspskäret och Fårörarna med Långören är en ö i Finland. Den ligger i Norra kvarken och i kommunen Vasa i landskapet Österbotten, i den västra delen av landet. Ön ligger nära Vasa och omkring 370 kilometer nordväst om Helsingfors.
Öns area är 44,8 hektar och dess största längd är 1 km i sydväst-nordöstlig riktning. Äspskäret sitter delvis ihop med Långören i norr och Fårörarna i söder. Öster om Äspskäret ligger Äspskärsfjärden och bortom den Torskäret. I väster ligger Hingsmasören och naturhamnen ”Korshamn”.